# Campionatul European de Șah din 2025
A 25-a ediție a Campionatului European de Șah Individual s-a desfășurat între 14 și 27 martie 2025 la Eforie Nord, România. Meciurile au avut loc la hotelul Europa în perioada 15-26 martie. Au participat 375 de șahiști. Germanul Matthias Blübaum a devenit campion european pentru a doua oară, după ce a câștigat titlul în 2022. A fost pentru prima dată când un sportiv a reușit să câștige pentru a doua oară titlul european.
Au fost jucate unsprezece runde în sistemul elvețian. Jucătorii au avut timp de 90 de minute în fiecare meci, ce a fost prelungit cu încă 30 de minute după a 40-a mutare. În plus a existat un increment de 5 secunde per mutare. Au fost distribuite premii în bani în valoare totală de 100 000 de euro. Cei mai buni 23 de jucători au primit un premiu de cel puțin 1 000 de euro; câștigătorul a primit 20 000 de euro. De asemenea, au existat premii speciale pentru câte trei participanți la fiecare dintre celelalte patru categorii: cea mai bună jucătoare, cel mai bun junior (sub 18), cel mai bun veteran (vârsta peste 50 de ani) și cel mai bun participant român. Câștigătorii acestor categorii au primit fiecare 1 000 EUR, al doilea 600 EUR și al treilea 400 EUR.

## Clasament
| Loc   | Participant                 | ELO  | Pct. | BT 1 | BUC  |
| ----- | --------------------------- | ---- | ---- | ---- | ---- |
| 1     | Matthias Blübaum            | 2643 | 8,5  | 71,5 | 76,5 |
| 2     | Frederik Svane              | 2654 | 8,5  | 70,5 | 75,5 |
| 3     | Maxim Rodshtein             | 2623 | 8,5  | 68,5 | 74,0 |
| 4     | Daniil Iuffa                | 2654 | 8,0  | 75,0 | 81,0 |
| 5     | Benjámin Gledura            | 2658 | 8,0  | 71,5 | 77,5 |
| 6     | Aryan Tari                  | 2621 | 8,0  | 71,5 | 77,0 |
| 7     | Gabriel Sargissian          | 2628 | 8,0  | 71,5 | 75,0 |
| 8     | Nicat Abasov                | 2612 | 8,0  | 68,5 | 74,5 |
| 9     | Yağız Kaan Erdoğmuş         | 2605 | 8,0  | 68,0 | 72,5 |
| 10    | Ediz Gürel                  | 2620 | 8,0  | 67,0 | 72,0 |
| 11    | Gergely Kántor              | 2563 | 8,0  | 67,0 | 72,0 |
| 12    | Read Səmədov                | 2502 | 8,0  | 64,0 | 68,5 |
| 13    | Baadur Dschobawa            | 2578 | 7,5  | 75,0 | 80,0 |
| 14    | Jorden van Foreest          | 2676 | 7,5  | 72,5 | 78,0 |
| 15    | Stamatis Kourkoulos-Arditis | 2580 | 7,5  | 72,0 | 77,5 |
| 16    | David Navara                | 2663 | 7,5  | 71,0 | 76,5 |
| 17    | Robert Hovhannisyan         | 2630 | 7,5  | 71,0 | 76,5 |
| 18    | Shant Sargsyan              | 2666 | 7,5  | 70,5 | 75,5 |
| 19    | Maxime Lagarde              | 2615 | 7,5  | 69,0 | 74,5 |
| 20    | Paul Velten                 | 2515 | 7,5  | 69,0 | 73,5 |
| 21    | Haik M. Martirosyan         | 2652 | 7,5  | 68,5 | 73,0 |
| 22    | Ivan Šarić                  | 2652 | 7,5  | 68,0 | 73,0 |
| 23    | Ahmad Ahmadzada             | 2550 | 7,5  | 68,0 | 72,5 |
| [...] |                             |      |      |      |      |
| 48    | Egor Lașkin                 | 2517 | 7    | 65,5 | 70,0 |
| 69    | Liviu-Dieter Nisipeanu      | 2584 | 6,5  | 68,0 | 72,5 |
| 79    | Filip Magold                | 2435 | 6,5  | 65,5 | 69,5 |
| 81    | David Gavrilescu            | 2549 | 6,5  | 65,0 | 70,0 |
| 88    | Bogdan-Daniel Deac          | 2692 | 6,5  | 62,5 | 66,5 |

## Categorii speciale

### Top 3 jucători români
| Loc | Participant            |
| --- | ---------------------- |
| 1   | Liviu-Dieter Nisipeanu |
| 2   | Filip Magold           |
| 3   | David Gavrilescu       |

### Top 3 Feminin
| Loc | Participant             |
| --- | ----------------------- |
| 1   | Oliwia Kiołbasa         |
| 2   | Aleksandra Maltsevskaya |
| 3   | Nurghiul Salimova       |

### Top 3 Veterani
| Loc | Participant    |
| --- | -------------- |
| 1   | Vasîl Ivanciuk |
| 2   | Valeri Neverov |
| 3   | Dan Zoler      |

### Top 3 U18
| Loc | Participant         |
| --- | ------------------- |
| 1   | Yağız Kaan Erdoğmuş |
| 2   | Ediz Gürel          |
| 3   | Səmədov             |

## Legături externe
- European Individual Chess Championship 2025, site web oficial
- Toate rezultatele la chess-results.com